# Małkowiny
Małkowiny – wieś będąca niegdyś majątkiem rodu Von Carmer (na starych mapach jako „Carmersfelde”) jako osobna miejscowość sąsiadująca bezpośrednio z Mulkenthin (obecnie Małkocin). Obecnie jedna z najstarszych i jedna z większych dzielnic tej miejscowości. Większość mieszkańców tej części wsi utrzymuje się z rolnictwa, stąd potoczna nazwa „Wioska”. 
Z biegiem czasu granica pomiędzy Mulkenthin a Carmersfelde zatarła się. W pobliżu tej części wsi przebiega linia kolejowa, Stargardzkiej Kolei Wąskotorowej – stąd nazwa stacji „Małkowiny”.
Oprócz pozostałości po zabudowaniach folwarcznych na uwagę zasługuje pobliskie rozlewisko, które jest siedliskiem chronionego dzikiego ptactwa. Na tym obszarze nie prowadzi się żadnych prac rekultywacyjnych związanych z ochroną i zachowaniem tego miejsca.